# 760 (číslo)
Sedm set šedesát je přirozené číslo. Následuje po čísle sedm set padesát devět a předchází číslu sedm set šedesát jedna. Římskými číslicemi se zapisuje DCCLX a řeckými číslicemi ψξ.

## Matematika
760 je:
- Abundantní číslo
- Složené číslo
- Nešťastné číslo

## Astronomie
- (760) Massinga je planetka hlavního pásu, kterou objevil v roce 1913 Franz Kaiser

## Roky
- 760
- 760 př. n. l.